# Regierung De Valera VII
Die Regierung De Valera VII war die zweite Regierung der Republik Irland, sie amtierte vom 30. Juni 1938 bis zum 1. Juli 1943.
Bei der Parlamentswahl am 17. Juni 1938 errang die seit 1932 regierende Fianna Fáil (FF) mit 77 von 138 Sitzen eine absolute Mehrheit. Éamon de Valera wurde am 30. Juni 1938 mit 75 gegen 45 Stimmen vom Dáil Éireann (Unterhaus des irischen Parlaments) zum Taoiseach (Ministerpräsident) gewählt und vom Staatspräsidenten Douglas Hyde ernannt.
Die Minister wurden am selben Tag vom Dáil gewählt. Die Regierung bestand nur aus Mitgliedern der Fianna Fáil.
Bei der vorgezogenen Parlamentswahl am 23. Juni 1943 büßte Fianna Fáil die absolute Mehrheit ein, stellte jedoch weiterhin die Regierung.

## Zusammensetzung
| Minister                                                                                | Minister          | Minister          | Minister           | Minister      | Minister           |
| Amt                                                                                     | Name              | Partei            | Amtszeit           | Amtszeit      | Amtszeit           |
| --------------------------------------------------------------------------------------- | ----------------- | ----------------- | ------------------ | ------------- | ------------------ |
| Taoiseach (Ministerpräsident)                                                           | Éamon de Valera   | FF                | 30. Juni 1938      | –             | 01. Juli 1943      |
| Tánaiste (Vizeministerpräsident)                                                        | Seán Ó Ceallaigh  | FF                | 30. Juni 1938      | –             | 02. Juli 1943      |
| Außenminister                                                                           | Éamon de Valera   | FF                | 30. Juni 1938      | –             | 02. Juli 1943      |
| Bildungsminister                                                                        | Thomas Derrig     | FF                | 30. Juni 1938      | –             | 08. September 1939 |
| Bildungsminister                                                                        | Seán Ó Ceallaigh  | FF                | 8. September 1939  | –             | 27. September 1939 |
| Bildungsminister                                                                        | Éamon de Valera   | FF                | 27. September 1939 | –             | 18. Juni 1940      |
| Bildungsminister                                                                        | Thomas Derrig     | FF                | 18. Juni 1940      | –             | 02. Juli 1943      |
| Finanzminister                                                                          | Seán MacEntee     | FF                | 30. Juni 1938      | –             | 16. September 1939 |
| Finanzminister                                                                          | Seán Ó Ceallaigh  | FF                | 16. September 1939 | –             | 02. Juli 1943      |
| Minister für Industrie und Handel                                                       | Seán Lemass       | FF                | 30. Juni 1938      | –             | 16. September 1939 |
| Minister für Industrie und Handel                                                       | Seán MacEntee     | FF                | 16. September 1939 | –             | 18. August 1941    |
| Minister für Industrie und Handel                                                       | Seán Lemass       | FF                | 18. August 1941    | –             | 02. Juli 1943      |
| Justizminister                                                                          | Patrick Ruttledge | FF                | 30. Juni 1938      | –             | 08. September 1939 |
| Justizminister                                                                          | Gerald Boland     | FF                | 8. September 1939  | –             | 02. Juli 1943      |
| Minister für die Koordinierung der Verteidigungsangelegenheiten                         | Frank Aiken       | FF                | 8. September 1939  | –             | 02. Juli 1943      |
| Landminister                                                                            | Gerald Boland     | FF                | 30. Juni 1938      | –             | 08. September 1939 |
| Thomas Derrig                                                                           | FF                | 8. September 1939 | –                  | 02. Juli 1943 |                    |
| Landwirtschaftsminister                                                                 | James Ryan        | FF                | 30. Juni 1938      | –             | 02. Juli 1943      |
| Minister für lokale Verwaltung und Gesundheit                                           | Seán Ó Ceallaigh  | FF                | 30. Juni 1938      | –             | 08. September 1939 |
| Minister für lokale Verwaltung und Gesundheit                                           | Patrick Ruttledge | FF                | 8. September 1939  | –             | 14. August 1941    |
| Minister für lokale Verwaltung und Gesundheit                                           | Éamon de Valera   | FF                | 15. August 1941    | –             | 18. August 1941    |
| Minister für lokale Verwaltung und Gesundheit                                           | Seán MacEntee     | FF                | 18. August 1941    | –             | 02. Juli 1943      |
| Minister für Post und Telegraphie                                                       | Oscar Traynor     | FF                | 30. Juni 1938      | –             | 08. September 1939 |
| Minister für Post und Telegraphie                                                       | Thomas Derrig     | FF                | 8. September 1939  | –             | 27. September 1939 |
| Minister für Post und Telegraphie                                                       | Patrick Little    | FF                | 27. September 1939 | –             | 02. Juli 1943      |
| Minister für Versorgung                                                                 | Seán Lemass       | FF                | 8. September 1939  | –             | 02. Juli 1943      |
| Verteidigungsminister                                                                   | Frank Aiken       | FF                | 30. Juni 1938      | –             | 08. September 1939 |
| Verteidigungsminister                                                                   | Oscar Traynor     | FF                | 8. September 1939  | –             | 02. Juli 1943      |
| Staatssekretäre                                                                         |                   |                   |                    |               |                    |
| Amt                                                                                     | Name              | Partei            | Amtszeit           | Amtszeit      | Amtszeit           |
| Parlamentarischer Sekretär beim Taoiseach Parlamentarischer Sekretär beim Außenminister | Patrick Little    | FF                | 30. Juni 1938      | –             | 26. September 1939 |
| Parlamentarischer Sekretär beim Taoiseach Parlamentarischer Sekretär beim Außenminister | Patrick Smith     | FF                | 27. September 1939 | –             | 26. Juni 1943      |
| Parlamentarischer Sekretär beim Finanzminister                                          | Hugh V. Flinn     | FF                | 30. Juni 1938      | –             | 28. Januar 1943    |
| Parlamentarischer Sekretär beim Finanzminister                                          | Seán Moylan       | FF                | 10. Februar 1943   | –             | 26. Juni 1943      |
| Parlamentarischer Sekretär beim Minister für Industrie und Handel                       | Seán Moylan       | FF                | 30. Juni 1938      | –             | 09. Februar 1943   |
| Parlamentarischer Sekretär beim Minister für Industrie und Handel                       | Seán O’Grady      | FF                | 10. Februar 1943   | –             | 26. Juni 1943      |
| Parlamentarischer Sekretär beim Minister für Land                                       | Seán O’Grady      | FF                | 30. Juni 1938      | –             | 09. Februar 1943   |
| Parlamentarischer Sekretär beim Minister für Land                                       | Eamonn Kissane    | FF                | 10. Februar 1943   | –             | 26. Juni 1943      |
| Parlamentarischer Sekretär beim Minister für lokale Verwaltung und Gesundheit           | Francis Ward      | FF                | 30. Juni 1938      | –             | 26. Juni 1943      |
| Parlamentarischer Sekretär beim Minister für lokale Verwaltung und Gesundheit           | Hugh V. Flinn     | FF                | 12. September 1941 | –             | 28. Januar 1943    |
| Parlamentarischer Sekretär beim Verteidigungsminister                                   | Seán O’Grady      | FF                | 30. Juni 1938      | –             | 08. August 1939    |
| Parlamentarischer Sekretär beim Verteidigungsminister                                   | Seán Moylan       | FF                | 29. August 1939    | –             | 26. Juni 1943      |

## Neue Ministerien und Umbesetzungen
Nach Beginn des Zweiten Weltkriegs wurden zwei neuen Ministerien gegründet, das Ministerium für Versorgung und das Ministerium für die Koordinierung der Verteidigungsangelegenheiten. Dies führte zu einer Kabinettsumbildung. Neu ins Kabinett berufen wurde Patrick Little, bisher Parlamentarischer Sekretär beim Taoiseach und beim Außenminister, der das Ministerium für Post und Telegraphie übernahm.
Am 18. Juni 1940 übernahm Landminister Thomas Derrig das Bildungsministerium, das bisher kommissarisch von Éamon de Valera geleitet wurde.
Der Minister für lokale Verwaltung und Gesundheit, Patrick Ruttledge, trat am 14. August 1941 zurück. Sein Nachfolger wurde Seán MacEntee, bisher Minister für Industrie und Handel. Versorgungsminister Seán Lemass übernahm zusätzlich das Ministerium für Industrie und Handel.
Der Parlamentarischer Sekretär beim Finanzminister, Hugh V. Flinn, verstarb am 28. Januar 1943.